# Holy Dogs
Holy Dogs – polski zespół heavymetalowy, działający w latach 1990–1993. 
Holy Dogs występował na różnych scenach krajowych, m.in. Festiwal Jarocin 1991 i 1992. Największym sukcesem zespołu jest zdobycie I nagrody Jury Jarocin Festiwal 1991. Zespół po udanym debiucie nagrał materiał na płytę, która nigdy się nie ukazała. W latach 1994–1996 lider grupy Leszek Dziarek kontynuował działalność artystyczną zespołu w zmienionym składzie pod nazwą Dogz.
Koncert „Gwiazd” z Festiwalu Jarocin 1992 można było obejrzeć w TVP Kultura w cyklu „Jarocin po latach”.

## Skład
- Leszek Dziarek – perkusja, śpiew
- Dariusz Babiarz – śpiew
- Marian Zych – gitara basowa (1990–1993)
- Marek Myszka – gitara basowa (1993 po odejściu M. Zycha)
- Andrzej Barnaś – gitara
- Bohdan Grosiak – gitara